# سيد هيرست
سيد هيرست (بالإنجليزية: Sid Hurst)‏ هو عسكري نيوزلندي، ولد في 12 أغسطس 1918 في أوامرو ‏ في نيوزيلندا، وتوفي بنفس المكان في 21 يوليو 2016.